# Tanja Gellenthien
Tanja Gellenthien (nacida Tanja Jensen, 21 de julio de 1995) es una deportista danesa que compitió en tiro con arco, en la modalidad de arco compuesto.
Ganó una medalla en el Campeonato Mundial de Tiro con Arco en Sala de 2016 y una medalla en los Juegos Europeos de Cracovia 2023. Además, obtuvo cuatro medallas en el Campeonato Europeo de Tiro con Arco al Aire Libre entre los años 2014 y 2022, y una medalla en el Campeonato Europeo de Tiro con Arco en Sala de 2017.

## Palmarés internacional
| Campeonato Mundial en Sala       | Campeonato Mundial en Sala | Campeonato Mundial en Sala | Campeonato Mundial en Sala |
| Año                              | Lugar                      | Medalla                    | Prueba                     |
| -------------------------------- | -------------------------- | -------------------------- | -------------------------- |
| 2016                             | Ankara (Turquía)           | Medalla de oro             | Equipo                     |
| Juegos Europeos                  |                            |                            |                            |
| Año                              | Lugar                      | Medalla                    | Prueba                     |
| 2023                             | Cracovia (Polonia)         | Medalla de plata           | Equipo mixto               |
| Campeonato Europeo al Aire Libre |                            |                            |                            |
| Año                              | Lugar                      | Medalla                    | Prueba                     |
| 2014                             | Echmiadzin (Armenia)       | Medalla de oro             | Equipo mixto               |
| 2018                             | Legnica (Polonia)          | Medalla de bronce          | Individual                 |
| 2021                             | Antalya (Turquía)          | Medalla de oro             | Individual                 |
| 2022                             | Múnich (Alemania)          | Medalla de oro             | Equipo mixto               |
| Campeonato Europeo en Sala       |                            |                            |                            |
| Año                              | Lugar                      | Medalla                    | Prueba                     |
| 2017                             | Vittel (Francia)           | Medalla de oro             | Equipo                     |